# Lesjaskogsvatnet
Lesjaskogsvatnet is een ongeveer 10 km lang meer in de gemeente Lesja in de provincie Oppland, Noorwegen. Het meer ligt op een hoogte van 611 m over de zeespiegel en heeft een oppervlakte van ongeveer 5 km².
Het meer is een van de weinige meren in Noorwegen dat twee aflopen heeft. Ze zijn de bronnen van twee van de meest bekende rivieren in het land. In het zuidoosten, bij Lesjaverk, begint de Gudbrandsdalslågen en in het noordwesten, bij Lesjaskog, ontspringt de Rauma.